# ヨハン・スクデ政治学賞
ヨハン・スクデ政治学賞（ヨハン・スクデせいじがくしょう、 in Political Science）は、スウェーデンのウプサラ大学のヨハン・スクデ財団によって1995年に創設された最も権威ある政治学の学術賞である。かつてのスウェーデンの政治家の名を冠して創設された。
1年に1回授賞式が開催され、「政治学に対して最も価値ある貢献をしたと財団が認めた政治学者」に対して賞金50万スウェーデン・クローナ（日本円で約650万円）が贈られる。

## 歴代受賞者
- 1995年　ロバート・ダール（イェール大学名誉教授）
- 1996年　ホアン・リンス（イェール大学教授）
- 1997年　アーレンド・レイプハルト（カリフォルニア大学サンディエゴ校教授）
- 1998年　アレキサンダー・ジョージ（スタンフォード大学教授）
- 1999年　エリノア・オストロム（インディアナ大学教授）
- 2000年　Fritz W. Scharpf（マックス・プランク研究所教授）
- 2001年　ブライアン・バリー（コロンビア大学教授）
- 2002年　シドニー・ヴァーバ（ハーバード大学教授）
- 2003年　ハンナ・ピトキン（カリフォルニア大学バークレー校名誉教授）
- 2004年　Jean Blondel（欧州大学院教授）
- 2005年　ロバート・コヘイン（プリンストン大学教授）
- 2006年　ロバート・パットナム（ハーバード大学教授）
- 2007年　シーダ・スコチポル（ハーバード大学教授）
- 2008年　Rein Taagepera（カリフォルニア大学アーバイン校教授）
- 2009年　フィリップ・C・シュミッター（欧州大学院教授）
- 2010年　アダム・プシェヴォルスキ（ニューヨーク大学教授）
- 2011年　ロナルド・イングルハート（ミシガン大学教授）、ピッパ・ノリス（ハーバード大学教授）
- 2012年　キャロル・ペイトマン（カリフォルニア大学ロサンゼルス校教授）
- 2013年　ロバート・アクセルロッド（ミシガン大学教授）
- 2014年　David Collier（カリフォルニア大学バークレー校名誉教授）
- 2015年　フランシス・フクヤマ（スタンフォード大学シニアフェロー）
- 2016年　ヤン・エルスター（コレージュ・ド・フランス終身教授、コロンビア大学教授）
- 2017年　アマルティア・セン（ハーバード大学教授）
- 2018年　ジェーン・マンスブリッジ（ハーバード大学教授）
- 2019年　マーガレット・リーヴァイ（スタンフォード大学教授）
- 2020年　ピーター・カッツェンスタイン（コーネル大学教授）
- 2021年　David D. Laitin（スタンフォード大学教授）教授
- 2022年　Robert E. Goodin（エセックス大学教授）
- 2023年　アレクサンダー・ウェント（オハイオ州立大学教授）、マーサ・フィネモア（ジョージ・ワシントン大学教授）
- 2024年　ユルゲン・ハーバーマス（ヨハン・ヴォルフガング・ゲーテ大学フランクフルト・アム・マイン教授）
- 2025年　Herbert Kitschelt（デューク大学教授）